# Alfred Scott-Gatty
Alfred Scott Scott-Gatty (Ecclesfield, 26 aprile 1847 – 18 dicembre 1918) è stato un compositore e genealogista britannico.

## Biografia
Alfred Scott-Gatty nacque a Ecclesfield, con il nome di Alfred Gatty. Egli era il figlio di Alfred Gatty di Bellerby, nello Yorkshire, come vicario di Ecclesfield, e di sua moglie Margaret Scott. Frequentò il Marlborough College e il Christ's College. Prese il nome di Scott-Gatty nel 1892.

## Carriera
Iniziò la sua carriera come Rouge Dragon Pursuivant of Arms In Ordinary nel 1880, carica che mantenne per i successivi sei anni fino alla sua promozione all'ufficio di York Herald of Arms in Ordinary. Fu nominato Re d'armi della Giarrettiera (1904-1918).
Come compositore è stato senza dubbio un dilettante, ma il suo lavoro fu popolare e altamente considerato. Le sue opere comprendevano due operette modeste, Sandford and Merton's Christmas Party (1880) e Not At Home (1886). Comprendeva anche tre opere musicali appositamente per i bambini: Tremotino, The Goose Girl (1895) and The Three Bears (1896). Per la maggior parte, queste opere musicali sono state scritte da sua sorella, la celebre scrittrice per bambini Mrs Ewing. Alcuni dei titoli più noti erano: Ae Fond Kiss, Crofte and Ye Faire Ladye, True Till Death, and Country House Ditties (1898).
Le canzoni più popolari di Scott-Gatty erano le canzoni di piantagione (1893-1895) per baritono solo e coro a voci miste. Comprendeva 24 canzoni in totale, pubblicati in quattro volumi. A quel tempo tali canzoni erano una novità nel Regno Unito.